# 常弘寺
常弘寺（じょうこうじ）は、茨城県常陸大宮市にある浄土真宗本願寺派の寺院。

## 歴史
1225年（嘉禄元年）、慈善によって開山された。慈善は俗名「壷井重義」という後鳥羽上皇の院近臣であった。しかし、讒言によって院庁を追われ、諸国を巡る旅に出ることになった。ある日、当地にあった太子堂で一夜を明かすことになった。すると夢の中で聖徳太子が現れ、親鸞の教えを受けよとの霊夢を見た。重義は稲田草庵（現・西念寺）にいた親鸞の説法を聞き、「慈善」と名を改めて浄土真宗に帰依することになった。そして浄土真宗に触れるきっかけとなった太子堂の場所に寺を創建することになった。
当寺の本尊は阿弥陀如来で、鎌倉時代末期の作と推定されている。
元々あった太子堂の由来はかなり古く、645年（大化元年）に現在の奈良県の橘寺より、聖徳太子自作の像を移して祀ったのが起源であると伝えられる。なお現存の聖徳太子像は室町時代の作と推定されている。

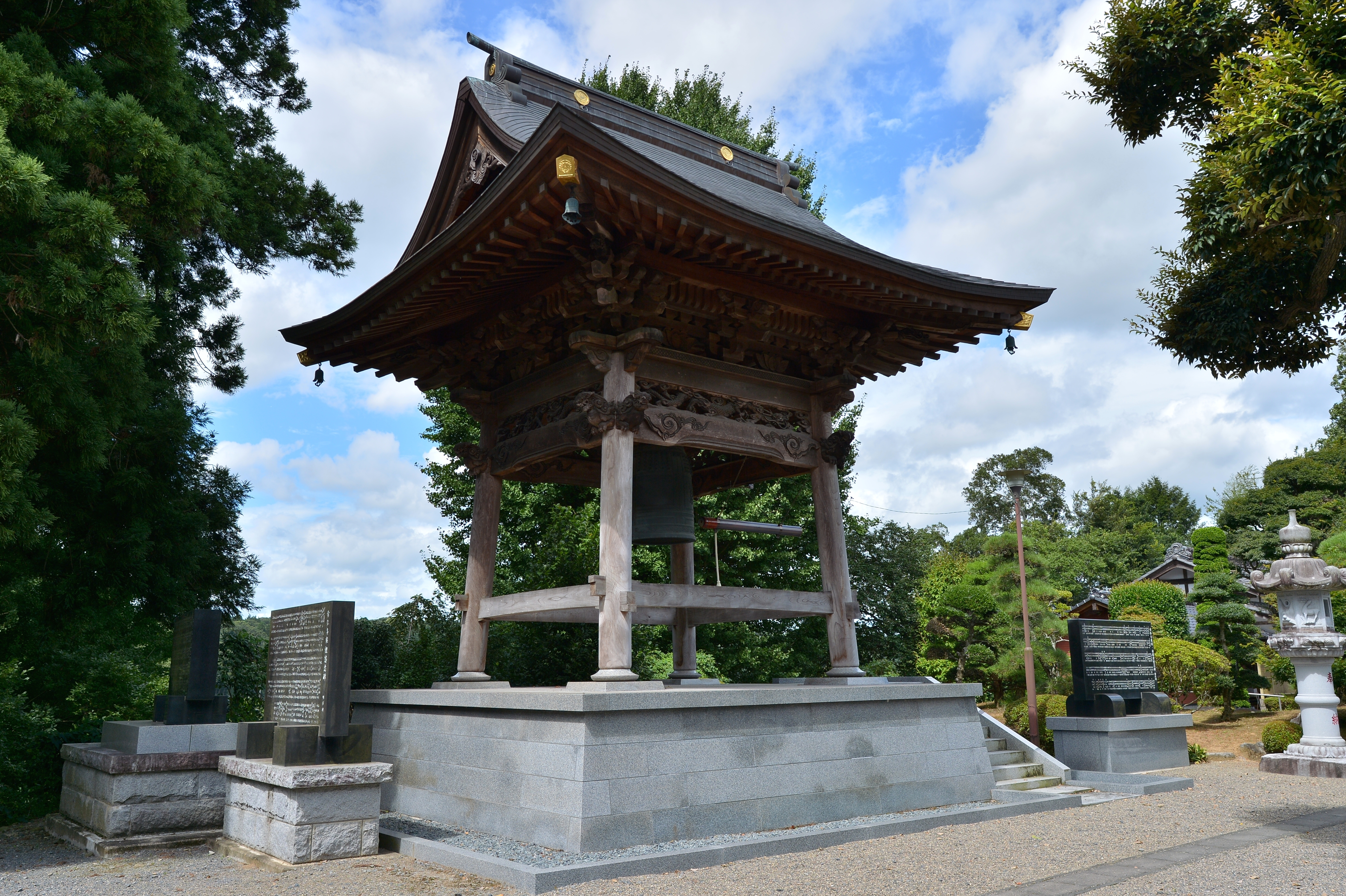
鐘楼

## 文化財
- 木造阿弥陀如来立像（茨城県指定文化財 昭和47年12月18日指定）[3]
- 木造聖徳太子立像（茨城県指定文化財 昭和47年12月18日指定）[4]

## 交通アクセス
- 常陸大宮駅より徒歩25分。